# James Hartung
James Hartung född den 7 juni 1960 i Omaha, Nebraska, är en amerikansk gymnast. Han tog OS-guld i lagmångkampen i samband med de olympiska gymnastiktävlingarna 1984 i Los Angeles.